# Nowe Dworzyszcze
Nowe Dworzyszcze (biał. Новадварышча; ros. Новодворище) – wieś na Białorusi, w obwodzie witebskim, w rejonie brasławskim, w sielsowiecie Dalekie.
W Skorowidzach z 1924 i 1933 oraz na mapie WIGu figuruje jako Dworzyszcze Nowe.

## Historia
W czasach zaborów w granicach Imperium Rosyjskiego.
W dwudziestoleciu międzywojennym wieś leżała w Polsce, w województwie nowogródzkim (od 1926 w województwie wileńskim), w powiecie dziśnieńskim (od 1926 w powiecie brasławskim), w gminie Bohiń.
Według Powszechnego Spisu Ludności z 1921 roku wieś zamieszkiwały 63 osoby, wszystkie były wyznania prawosławnego. Jednocześnie 54 mieszkańców zadeklarowało białoruską przynależność narodową, a 9 rosyjską. Było tu 11 budynków mieszkalnych. W 1931 w 12 domach zamieszkiwało 79 osób.
Wierni należeli do parafii prawosławnej w m. Zamosze. Miejscowość podlegała pod Sąd Grodzki w Opsie i Okręgowy w Wilnie; właściwy urząd pocztowy mieścił się w m. Zamosze.